# SPAL Ferrara
Die Società Polisportiva Ars et Labor (früher AC Ferrara, SPAL 1907, Real Spal und SPAL 2013), kurz S.P.A.L. und im deutschsprachigen Raum allgemein bekannt als SPAL Ferrara, ist ein italienischer Fußballklub aus der Stadt Ferrara in der Region Emilia-Romagna.
Die Vereinsfarben sind Weiß und Blau. Der Vereinsname bedeutet übersetzt Sportverein (ital. Società Polisportiva) Geschicklichkeit und Arbeit (lat. Ars et Labor). Als Stadion dient dem Verein das Stadio Paolo Mazza, es bietet nach einem Ausbau 2018 jetzt Platz für 16.000 Zuschauer. In der Saison 2017/18 spielte der Verein nach 49 Jahren Unterbrechung wieder in der höchsten Spielklasse im italienischen Profifußball. Nach zwei Jahren in der Serie A stieg S.P.A.L wieder ab. Die Spitznamen der Mannschaft lauten Spallini und Biancazzurri.

## Geschichte
Der Verein spielte ab 1921 erstmals erstklassig, zunächst in der regionalen Meisterschaft der Emilia, später in der Lega Nord. Nach dem Abstieg 1926 verpasste der Verein 1930 auch die Qualifikation für die neu geschaffene Serie B. Erst 1933 gelang der Aufstieg in die Zweitklassigkeit, aus der man 1936 jedoch wieder abstieg. In der Spielzeit 1938/39 schaffte man die Rückkehr, die jedoch mit dem sofortigen Wiederabstieg endete.
Nach dem Zweiten Weltkrieg spielte SPAL ab 1945 in der mittlerweile 36 Mannschaften umfassenden Serie B. 1951 gelang der Meistertitel und damit der Aufstieg in die Serie A. In den ersten beiden Jahren gelangen Positionen im gesicherten Mittelfeld.
In der Saison 1953/54 spielte SPAL gegen den Abstieg und beendete die Runde punktgleich mit Udinese Calcio und US Palermo auf dem 15. Platz, so dass Entscheidungsspiele notwendig waren, um aus den drei Mannschaften den Tabellensiebzehnten und Absteiger zu ermitteln. Nachdem Udinese gegen die beiden anderen Mannschaften unentschieden gespielt hatte, gelang SPAL ein 2:1-Erfolg gegen Palermo, der für SPAL den Klassenerhalt und US Palermo den Abstieg bedeutete.
In der folgenden Saison belegte SPAL einen Abstiegsplatz, die Lizenzentzüge von Udinese Calcio und Catania Calcio bedeuteten jedoch den Klassenerhalt. Der Klub belegte in den folgenden Jahren Positionen im Mittelfeld, 1960 wurde die Saison sogar als Fünfter, punktgleich mit FC Bologna und Calcio Padova beendet. 1964 endete die Saison auf dem 17. Tabellenplatz und SPAL musste in die Serie B absteigen.
SPAL gelang als Tabellendritter der zweiten Liga der sofortige Wiederaufstieg und konnte in der Serie A mit einem Punkt Vorsprung auf Absteiger Sampdoria Genua die Klasse erhalten. 1968 musste der Klub erneut die Serie A als Absteiger verlassen, es folgte der direkte Abstieg in die Serie C.
Erst 1973 folgte für SPAL der Wiederaufstieg in die Zweitklassigkeit, aus der der Verein 1977 wieder abstieg. Allerdings schaffte die Mannschaft den sofortigen Wiederaufstieg. Bis 1982 konnte die Klasse erhalten werden, dann ging es in die drittklassige Serie C1. 1989 erfolgte der Gang in die Viertklassigkeit, die Serie C2.
1991 konnte SPAL die Serie C2 wieder nach oben verlassen und schaffte sogar den Durchmarsch in die Serie B. Dort fehlte jedoch ein Punkt zum Klassenerhalt und der Klub spielte erneut in der Serie C1. Dort misslang in den folgenden Jahren erst in den Relegationsspielen der Wiederaufstieg. 1997 verlor SPAL in den Relegationsspielen um den Abstieg in die Serie C2 und musste in die Viertklassigkeit zurückkehren. Als Meister gelang der direkte Wiederaufstieg.
SPAL spielte bis 2005 in der Serie C1. Wegen Unregelmäßigkeiten in der Bilanz wurde SPAL zum Zwangsabstieg in die Serie C2 verurteilt, wo der Klub bis 2008 spielte. Nach einem elften (2006) und einem dritten Platz (2007) wurde die Mannschaft 2008 Vierter, wurde allerdings aufgrund von Lizenzentzügen einiger Mannschaften der dritthöchsten Spielklasse in die neugegründete und Serie C1 ersetzende drittklassige Lega Pro Prima Divisione eingeteilt, in der sie 2009 in der Girone A den sechsten und 2010 in der Girone B den siebten Platz errang. 2010/11 trat sie in der Girone A an.
Am 8. Dezember 2014 übernahm Leonardo Semplici bei der SPAL das Traineramt von Oscar Brevi. 2016 stieg die Mannschaft mit ihm in die Serie B auf. In der Saison 2016/17 erreichten sie den direkten Aufstieg in die Serie A und spielen somit ab der Saison 2017/18 nach 49 Jahren wieder erstklassig.
Im Februar 2020 entließ der abstiegsgefährdete Club Semplici. Die Nachfolge trat der frühere U-20- und U-21-Männer-Nationaltrainer Luigi Di Biagio an. Er erhielt zunächst einen Vertrag bis zum Saisonende, um den Tabellenletzten vor dem Abstieg zu bewahren. Am Saisonende stieg der Verein jedoch als Tabellenletzter in die Serie B ab. In der Saison 2022/23 folgte der erneute Abstieg in die Serie C.

## Ehemalige Spieler
- Osvaldo Bagnoli
- Niels Bennike
- Ottavio Bianchi
- Alberto Bigon
- Ottavio Bugatti
- Fabio Capello
- Alberto Cerri
- Sergio Cervato
- Matteo Contini
- Cristiano Del Grosso
- Luigi Delneri
- Giovan Battista Fabbri
- Matteo Ferrari
- Saul Malatrasi
- Carlo Mattrel
- Carlo Mazzone
- Davide Olivares
- Alberto Orlando
- Sergio Pellissier
- Armando Picchi
- David Sesa
- Lorenzo Squizzi
- Marco Villa
- Giancarlo Vitali
- Erwin Waldner
- Gianmarco Zigoni

## Ehemalige Trainer
- Angelo Alessio
- Massimiliano Allegri
- Walter Alt
- Fioravante Baldi
- Paolo Beruatto
- Salvatore Bianchetti
- Ottavio Bianchi
- Gianni De Biasi
- Giacomo Blason
- Ottavio Bugatti
- Giancarlo Cella
- Tito Corsi
- Giancarlo Danova
- Aldo Dolcetti
- Giovan Battista Fabbri
- Luigi Ferrero
- Massimo Gadda
- Giovanni Galeone
- Vincenzo Guerini
- Armand Halmos
- Antonio Janni
- Luciano Magistrelli
- Alfredo Magni
- Bruno Maini
- Rino Marchesi
- Giuseppe Marchi
- Francesco Mattuteia
- Paolo Mazza
- Ferruccio Mazzola
- Egidio Notaristefano
- Francesco Petagna
- Umberto Pinardi
- Euro Riparbelli
- Battista Rota
- Gaetano Salvemini
- Nello Santin
- Alessandro Scanziani
- Giovanni Seghedoni
- Leonardo Semplici
- Luis Suárez
- Paolo Tabanelli
- Giuseppe Ticozzelli
- Giorgio Veneri
- Stefano Vecchi